# Bretteville-sur-Odon
Bretteville-sur-Odon és un municipi francès situat al departament de Calvados i a la regió de Normandia. L'any 2007 tenia 4.105 habitants.

## Demografia

### Població
El 2007 la població de fet de Bretteville-sur-Odon era de 4.105 persones. Hi havia 1.536 famílies de les quals 342 eren unipersonals (78 homes vivint sols i 264 dones vivint soles), 609 parelles sense fills, 457 parelles amb fills i 128 famílies monoparentals amb fills.
La població ha evolucionat segons el següent gràfic:
Habitants censats

### Habitatges
El 2007 hi havia 1.635 habitatges, 1.556 eren l'habitatge principal de la família, 19 eren segones residències i 60 estaven desocupats. 1.403 eren cases i 210 eren apartaments. Dels 1.556 habitatges principals, 1.127 estaven ocupats pels seus propietaris, 414 estaven llogats i ocupats pels llogaters i 15 estaven cedits a títol gratuït; 7 tenien una cambra, 77 en tenien dues, 205 en tenien tres, 392 en tenien quatre i 875 en tenien cinc o més. 1.245 habitatges disposaven pel capbaix d'una plaça de pàrquing. A 699 habitatges hi havia un automòbil i a 720 n'hi havia dos o més.

### Piràmide de població
La piràmide de població per edats i sexe el 2009 era:
| Homes | Edats   | Dones |
| ----- | ------- | ----- |
| 0     | 95 o +  | 1     |
| 4     | 90 a 94 | 17    |
| 12    | 85 a 89 | 24    |
| 18    | 80 a 84 | 31    |
| 44    | 75 a 79 | 74    |
| 101   | 70 a 74 | 105   |
| 102   | 65 a 69 | 91    |
| 73    | 60 a 64 | 111   |
| 114   | 55 a 59 | 86    |
| 168   | 50 a 54 | 193   |
| 189   | 45 a 49 | 206   |
| 127   | 40 a 44 | 158   |
| 113   | 35 a 39 | 100   |
| 77    | 30 a 34 | 101   |
| 103   | 25 a 29 | 108   |
| 151   | 20 a 24 | 109   |
| 184   | 15 a 19 | 176   |
| 172   | 10 a 14 | 134   |
| 104   | 5 a 9   | 112   |
| 78    | 0 a 4   | 65    |

## Economia
El 2007 la població en edat de treballar era de 2.667 persones, 1.894 eren actives i 773 eren inactives. De les 1.894 persones actives 1.758 estaven ocupades (980 homes i 778 dones) i 136 estaven aturades (65 homes i 71 dones). De les 773 persones inactives 295 estaven jubilades, 339 estaven estudiant i 139 estaven classificades com a «altres inactius».

### Ingressos
El 2009 a Bretteville-sur-Odon hi havia 1.495 unitats fiscals que integraven 3.753,5 persones, la mediana anual d'ingressos fiscals per persona era de 22.742 €.

### Activitats econòmiques
Dels 243 establiments que hi havia el 2007, 3 eren d'empreses alimentàries, 5 d'empreses de fabricació de material elèctric, 15 d'empreses de fabricació d'altres productes industrials, 40 d'empreses de construcció, 60 d'empreses de comerç i reparació d'automòbils, 6 d'empreses de transport, 10 d'empreses d'hostatgeria i restauració, 8 d'empreses d'informació i comunicació, 10 d'empreses financeres, 9 d'empreses immobiliàries, 33 d'empreses de serveis, 24 d'entitats de l'administració pública i 20 d'empreses classificades com a «altres activitats de serveis».
Dels 60 establiments de servei als particulars que hi havia el 2009, 1 era una oficina de correu, 1 una oficina bancària, 1 funerària, 6 tallers de reparació d'automòbils i de material agrícola, 1 taller d'inspecció tècnica de vehicles, 6 paletes, 3 guixaires pintors, 10 fusteries, 8 lampisteries, 6 electricistes, 3 empreses de construcció, 4 perruqueries, 5 restaurants, 2 agències immobiliàries, 1 tintoreria i 2 salons de bellesa.
Dels 12 establiments comercials que hi havia el 2009, 1 era un hipermercat, 2 fleques, 2 carnisseries, 1 una peixateria, 1 una llibreria, 1 una sabateria, 1 una botiga d'electrodomèstics i 3 floristeries.
L'any 2000 a Bretteville-sur-Odon hi havia 4 explotacions agrícoles.

## Equipaments sanitaris i escolars
El 2009 hi havia 2 farmàcies i 1 ambulància.
El 2009 hi havia 1 escola maternal i 1 escola elemental.

## Poblacions més properes
El següent diagrama mostra les poblacions més properes.